# 81 mm moździerz Mle 27/31 Brandt
Brandt Mle 27/31 – podstawowy francuski moździerz piechoty z lat międzywojennych i II wojny światowej, który ustanowił wzór kopiowany przez wiele państw świata. 
Pierwszym nowoczesnym moździerzem piechoty był brytyjski moździerz Stokesa z czasów I wojny światowej. Była to jednak bardzo prosta konstrukcja, której podstawową wadą była niska donośność i celność pocisków. Po wojnie, Edgar Brandt przekonstruował tę broń, utrzymując jej podstawowy układ i możność rozłożenia na trzy elementy (lufa, płyty oporowa i dwójnóg). Zmiany dotyczyły głównie dwójnogu, dzięki któremu moździerz można było łatwo ustawić na dowolnym terenie (moździerz Stokesa wymagał wkopania płyty oporowej pod odpowiednim kątem, a wczesne modele były wrażliwe na uszkodzenia dwójnogów, jeśli źle je rozstawiono). Drugą zmianą były dopracowanie aerodynamicznie opływowego pocisku, który znacząco zwiększył zasięg rażenia, zwiększając też ładunek wybuchowy.
Moździerz został przyjęty na wyposażenie armii francuskiej w 1927 (modele 1927), a po wprowadzeniu poprawek oznaczenie zmieniono na Modele 1927/31. Broń strzelała pociskami burzącymi zwykłymi o wadze 3,25kg i ciężkimi (6,9 kg). Po klęsce Francji w 1940, zdobytą broń używali Niemcy pod nazwą 8,1 cm GrW 278 (f) lub 278/l (f).
Moździerz wyznaczył nowy standard, a większość głównych armii świata wprowadziło na wyposażenie bronie pochodne (systemu „Stokesa-Brandta”), wiele z nich w tym samym kalibrze (lecz także 60, 107 lub 120 mm). Moździerze takie są podstawową bronią wsparcia piechoty do dziś.